# Gillué

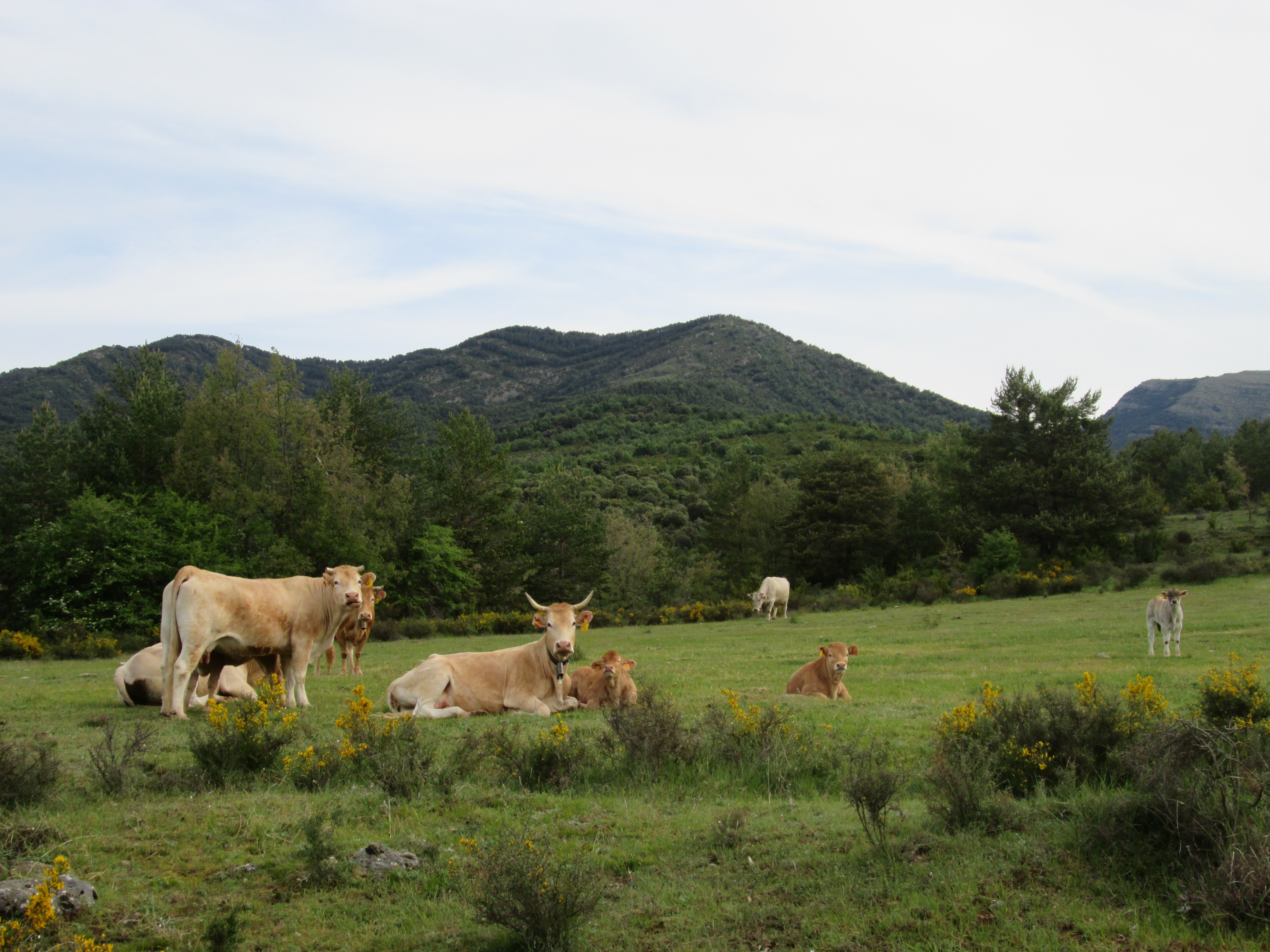
Vaches paissant en contrebas de Gillué.

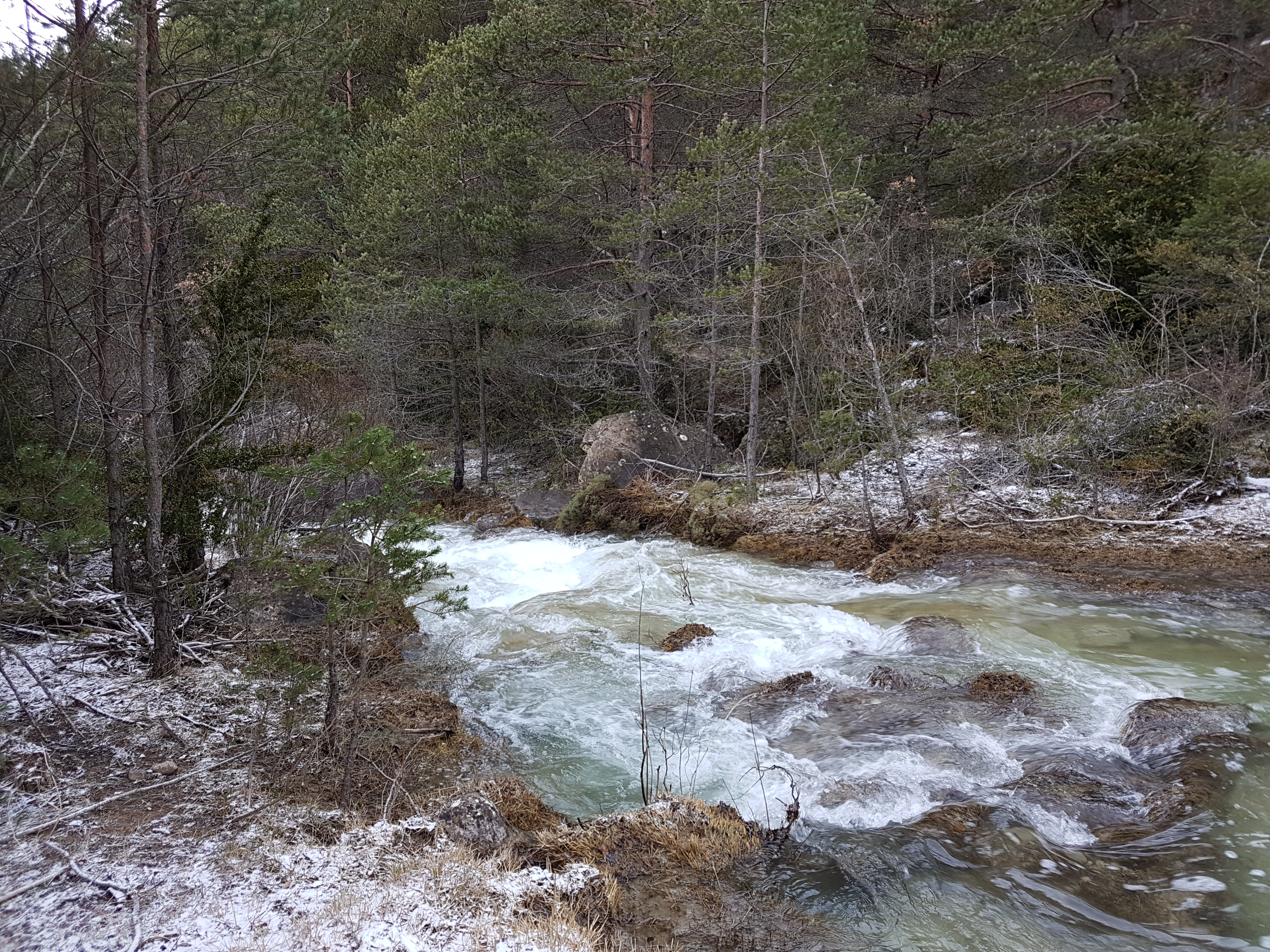
Le barranco de Gillué, qui coule en contrebas du village.

Gillué  (en aragonais : Chillué) est un village de la province de Huesca, situé à environ 8 kilomètres au sud-est de la ville de Sabiñánigo, à 991 mètres d'altitude, dans la Guarguera. Le village donne son nom à un petit affluent du Guarga, le barranco de Gillué. L'endroit est habité au moins depuis le Haut Moyen Âge. Gillué comptait une centaine d'habitants au début du XXe siècle, mais a été peu à peu abandonné jusqu'à être complètement inhabité de la fin des années 1980 à la fin des années 1990. Il est habité de nouveau depuis l'an 2000.
L'église du village, construite au XVIIe siècle, est dédiée à saint Michel ; elle est aujourd'hui en ruines et son entrée est murée. Le village compte également une tour du XVIe siècle.